# Orciprenalina
L'orciprenalina (o metaproterenolo) è un farmaco β2-agonista adrenergico. Trova utilizzo terapeutico come antiasmatico.

## Indicazioni
Viene utilizzato come trattamento farmacologico contro l'asma bronchiale.

## Effetti indesiderati
Fra gli effetti indesiderati si riscontrano ipertensione e tachicardia.

## Controindicazioni
Da evitare in caso di ipersensibilità nota al farmaco.